# 白水河 (大邁阿密河支流)
白水河（英語：Whitewater River）是美國印地安納州東南部和俄亥俄州西南部大邁阿密河的一條長101英里（163）的支流。雖然這條河流的名稱為白水河，但河上沒有白水。由於地形陡峭，河水平均每英里下降6英尺每英里（1.1每）導致河流流速很快。也正因如此，上游無法通過船隻。在十九世紀中葉，修建了白水運河，從印地安納州康納斯維爾（Connersville）以北到俄亥俄河，沿河而行。
西叉河（The West Fork）為河流的主幹，發源於印第安納州蘭道夫縣，位於莫多克東北約1英里（1.6）處。它向南和東南流了69.5英里（111.8），經過黑格斯頓與科納斯維爾 (印地安納州)，在印第安納州的布魯克維爾與東叉河匯合。

## 娛樂
現在，河道專門用於風景區和休閒娛樂。